# Бережниця (Вижницький район)
Бережни́ця — село у Банилівській сільській громаді Вижницького району Чернівецької області України.

## Назва
Назва села від слова береги чи берегти? І береги, горби та горбочки, долини та ярочки, зберігають спогади минулого нашого села. А історія сягає у 1790 рік. Так, саме тоді прийшли сюди перші жителі. Згодом між крутими берегами знайшли захисток чимало людей: і втікаючи від панського гніту, і борці-заколотники та юнаки, яких силоміць забирали в рекрути.

## Географія
Бережниця розташоване у Передгір'ї Карпат. Село межує з такими населеними пунктами: Банилів, Коритне, Кибаки.

## Сучасність
Зелений ряд дерев: дубів, смерек, яблунь, черешень — чітко відмежовують дорогу, ніби турбуються, щоб випадковий прохожий, бува не заблудився, а йшов прямісінько в центр села. У центрі, під самим горбом, з правого його боку знаходиться відділення зв'язку, поряд фельдшерсько-акушерський пункт. Пройшовши ще трохи вперед ви завітаєте до бібліотеки і клубу, що розташовані в приміщенні старої школи. Минувши магазин, побачите нову школу, збудовану в 1976 році. А потім пам'ятник-обеліск односельчанам, які віддали своє життя за нашу свободу. Навпроти нова Свято-Михайлівська церква, побудована жителями села, за допомоги багатьох людей району у 2007 році. Стара церква, збудована в 1872 році, згоріла 12 лютого 2005 року.
Центр села розкинувся в долині, якою тече маленька річечка Бережниця, обминаючи всі перешкоди.

## Історія
Найбільш ранні письмові відомості про село Бережниця Вижницького району Чернівецької області належать до XVIII століття. «Приблизно в 1700-х роках село було заросле лісами, чагарниками…» — так починається рукопис старожила села Івоняка Василя Васильовича.
Першими жителями села вважаються монахи, які змушені були тікати від переслідувань турецьких загарбників. Як свідчать перекази, вони, шукаючи затишного місця, збудували невеличкий монастир (скит). Згодом, тут, у віддалених і недоступних місцях, почали поселятися люди, які втікали від панського свавілля і непосильної солдатської служби: Горюк Георгій з Іспаса, Назарій Малай з Банилова, інженер Тимкович, Гаврилюк, Радул та інші. Колотило Георгій із Чорногори, справжнє прізвище якого Вінгородський, втік з Галичини через організований заколот.
Пригадуючи розповіді своїх предків-старожилів, Івоняк В. В. описує нелегке і злиденне життя тодішніх жителів села: низькі врожаї, голод, хвороби. 
12 травня 1941 р. утворили Бережницьку сільську Раду, виключивши село Бережниця зі складу Русько-Банилівської сільради, Вашківецького району.
Частина жителів воювала на фронтах другої світової війни (1941–1945 рр.), захищаючи рідну землю. На честь тих, хто не повернувся височить в центрі села обеліск.
Після закінчення війни в селі було збудовано:
- у 1966 році млин;
- у 1971 році — міст через річку Бережниця;
- у 1977 році — медпункт, автобусну станцію, сільський магазин;
- у 1982 році завершили будівництво поштового відділення.

У 2006 році згоріла Свято-Михайлівська церква, яка була збудована ще у 1841 році. Від вогню вдалось врятувати лише дзвіницю і трапезну, а на тому місці, де згоріла церква, у 2011 році було збудовано каплицю. У 2005 році розпочато будівництво нової церкви, яке завершилось у 2008 р.

### Освіта
З давніх років жителі села Бережниця хотіли бачити своїх дітей освіченими, в 1900 р. заможний селянин Іван Колотило почав вчити дітей, взявши в оренду хату у місцевого жителя Татарина. Навчання проводилось в одній кімнаті, а охочих вчитися з кожним днем більшало, тому в селі почали збирати кошти на будівництво нової школи, яка в 1907 р. і була збудована. Зараз в цьому будинку розташовано клуб та сільська бібліотека.
Найбільшою мрією бережничан стало будівництво нової школи. Спільними зусиллями жителів села та учительського колективу у 1973 році було закладено фундамент школи. Школа будувалася за державні кошти. 1 вересня 1975 року новобудова відкрилася. Просторі, світлі коридори, затишні, сучасно обладнані 9 кабінетів, бібліотека, спортзал, їдальня.

## Населення
Згідно з переписом УРСР 1989 року чисельність наявного населення села становила 613 осіб, з яких 287 чоловіків та 326 жінок.
За переписом населення України 2001 року в селі мешкали 633 особи.

### Мова
Розподіл населення за рідною мовою за даними перепису 2001 року:
| Мова       | Відсоток |
| ---------- | -------- |
| українська | 99,21 %  |
| російська  | 0,47 %   |
| білоруська | 0,31 %   |

## Кути села Бережниця в переказах та легендах.
Чекань, Дикунки.
Центральна дорога веде у Бережницю з Банилова. Вона зветься «турецькою». Кажуть, що приблизно в 1600-их роках цією дорогою втікали турки, які до того часу на Чекані збудували шахту і там деякий час жили. Те місце називається «Чеканки» і є турецького походження. Опісля цю місцевість тримав пан Мільо Богасевич. Він збудував там хату, тримав охоронця і запрошував туди інших панів на відпочинок. На Чекані є так звана місцевість Дикунки, де під час війни були вириті протитанкові окопи.
Цікаво знати, що на Чекані є найвища гора села. Ще за панування Румунії була збудована висока вишка — військовий знак висотою десять метрів. Вона ще існувала до 80-их років ХХ ст.
Поряд з Чеканю — Мотрина. Походження цієї назви походить від жіночого імені Мотря. За переказами тут проживала жінка Мотря, яка була грамотна і її називали письменницею. Вона мала дар від Бога — ясновидиці і пророчиці. До неї приходили люди, щоб дізнатись про своє життя, здоров'я і долю. Зараз на цьому місці велике поле і розсада, куди полюбляють ходити по гриби.
Глибочок, Ворсулянка, Пастівник, Хрест
Паралельно від центральної дороги. Поряд з кутом Чекань знаходиться кут Глибочок. Назва його походить від того, що тут «глибокі криниці». Чуть вище від Глибочка знаходиться кут Ворсулянка. Назва походить від прізвища пана Ворсула, який мав тут ліс. А ще у Ворсулянці була шахта, де видобували вугілля. Але його було і її потім закрили.
За Ворсулянкою кут Пастівник. Тут було і є велике пасовисько на якому випасають худобу, коні, вівці. Це поле належало Михайлові Колотилу. Воно було обкладене живим плотом терену. Розповідають, дід Михайла Георгій Колотило був опришком у Довбуша. За ті гроші, ходив у опришках, зробив такі пожертви: купив у Розтоках церкву і тут у селі поклав (ту, що згоріла), а син Василь побудував школу у 1900 році.
Розповідає старожил Колотило М. О., що тут у Пастівнику до приходу румунів був загін УПА. Коли прийшли румуни, то вони їм сказали «Ідіть за воду» (у Галичину) там вільна Україна. Дали їм по одній зброї, а решту залишили у себе, і відправили на Галичину.
Розповідають про загадкове місце кута, який називається «Хрест». Таку назву це місце дістало тому, що там справді стоїть Хрест. Цьому є причини. Перша причина появи Хреста це та, що в цьому місці перехрестя двох доріг. Також можлива версія, що тут дуже давно була капличка, яку згодом зруйнували й залишився самий Хрест. Третя причина надзвичайно сумна і трагічна. Колись по селах ходили чужинці. Вони грабувати і вбивали. Безжально спалювали будинки і знищували цілі сім'ї. Тіла невинно убитих вони кидали у яр, який розташований біля місця, де тепер стоїть Хрест. Тому стоїть Хрест в пам'ять про загиблих безневинних людей.
Пилипанка, Гатний, Калугирка
Кут Пилипанка часто називають «Телепанка». Він опускається вниз до села до річки Бережниця. Колись давно тут буяли трави, були горби, кущі, яри. Зараз тут виросли ошатні будинки. Розповідають ще таку легенду. Що там колись була криниця. Там біля неї вночі з'являвся чоловік у білому і люди лякались і трусились та хворіли. На місцевому діалекті теле́пати-труситись. Отже, Телепанка походить від слова теле́пати.
Паралельно Пилипанці, обабіч центральної дороги проходить кут Гатний. На цій території був млин, тому приходилось гатити воду, щоб сильний потік води крутив колеса, а камені розтирали зерно.
Кут Калугирка славний тим, що колись тут був монастир і там сиділи калугири (монахи). Була землянка і криниця, поля, які вони обробляли. Туди приходили люди молитися. У Калугирці Сава Кузь побудував капличку, яку під час Союзу перенесли на територію колишньої церкви.
Монастир
Сама назва свідчить, що на цьому місці був Монастир і перша згадка про нього у 1797 році. На цьому куті і була побудована церква.
Зозулина.
На цій території з давніх-давен були гарні ліси і тільки тут вперше кували зозулі. Щасливим і довгожителем був той, кому вони вперше кували.
Інша версія. Кажуть, що там жив пан Зозуля із сім'єю. Потім цю Зозулину купив Танасій Колотило. Після його смерті жінка дала Зозулине у спадщину дочці Настасії. її донька і її чоловік були народні умільці і виготовляли сувеніри із дерев черешні. Про це зняли документальний фільм «Чіляндра».
Поруч із Зозулиним — Катаманка. Відома назва і в селі і поза його межами. Його знають всі грибарі. Літом там повно людей за малиною і грибами, осінню за опеньками. Кажуть там давно жили опришки та злодії, які мали свої печери. Було декілька хат, а тепер немає.
Матеріал зібрала та впорядкувала Романюк Оксана.

## Світлини

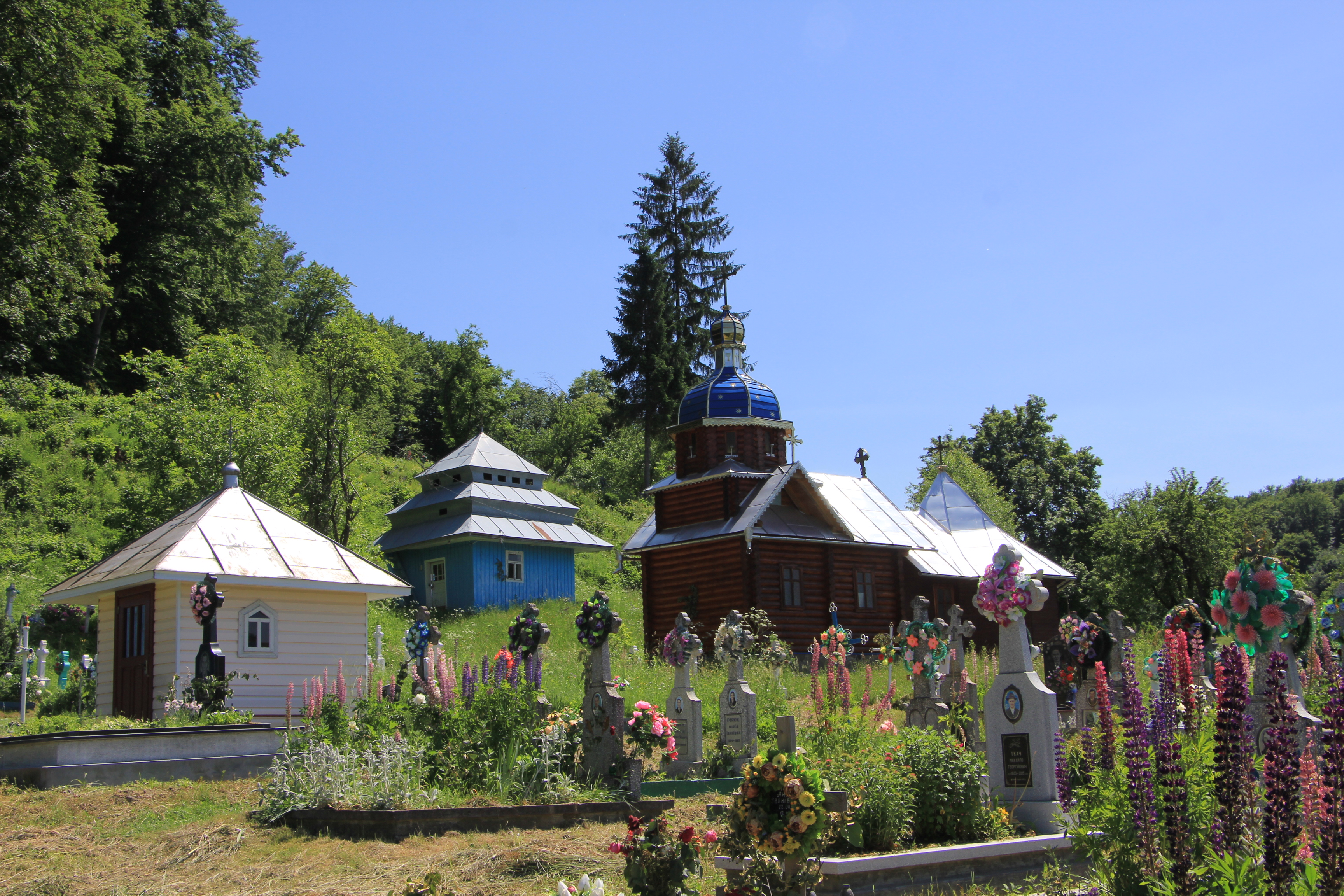
Нова дерев'яна церква с. Бережниця
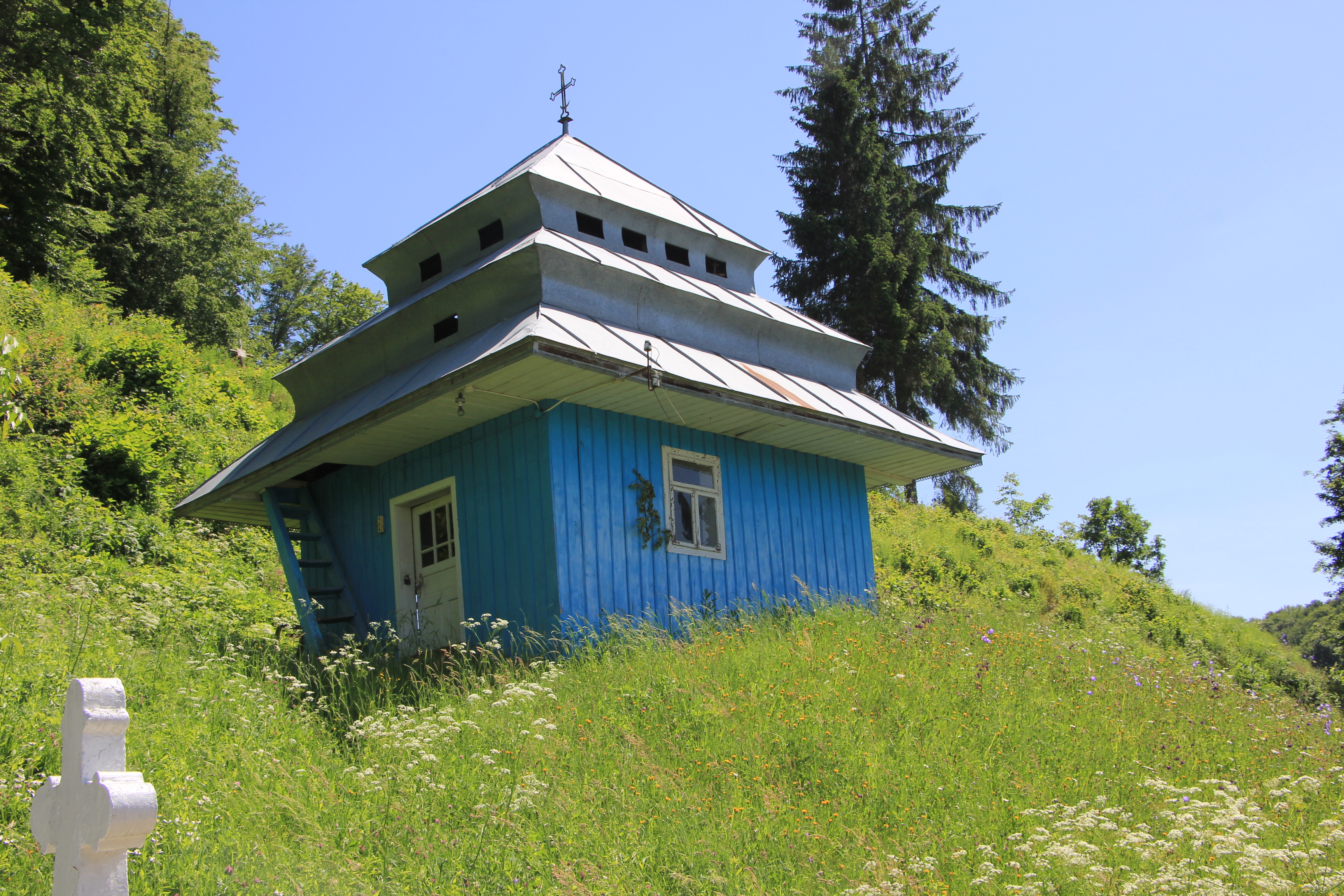
Стара дзвіниця с. Бережниця
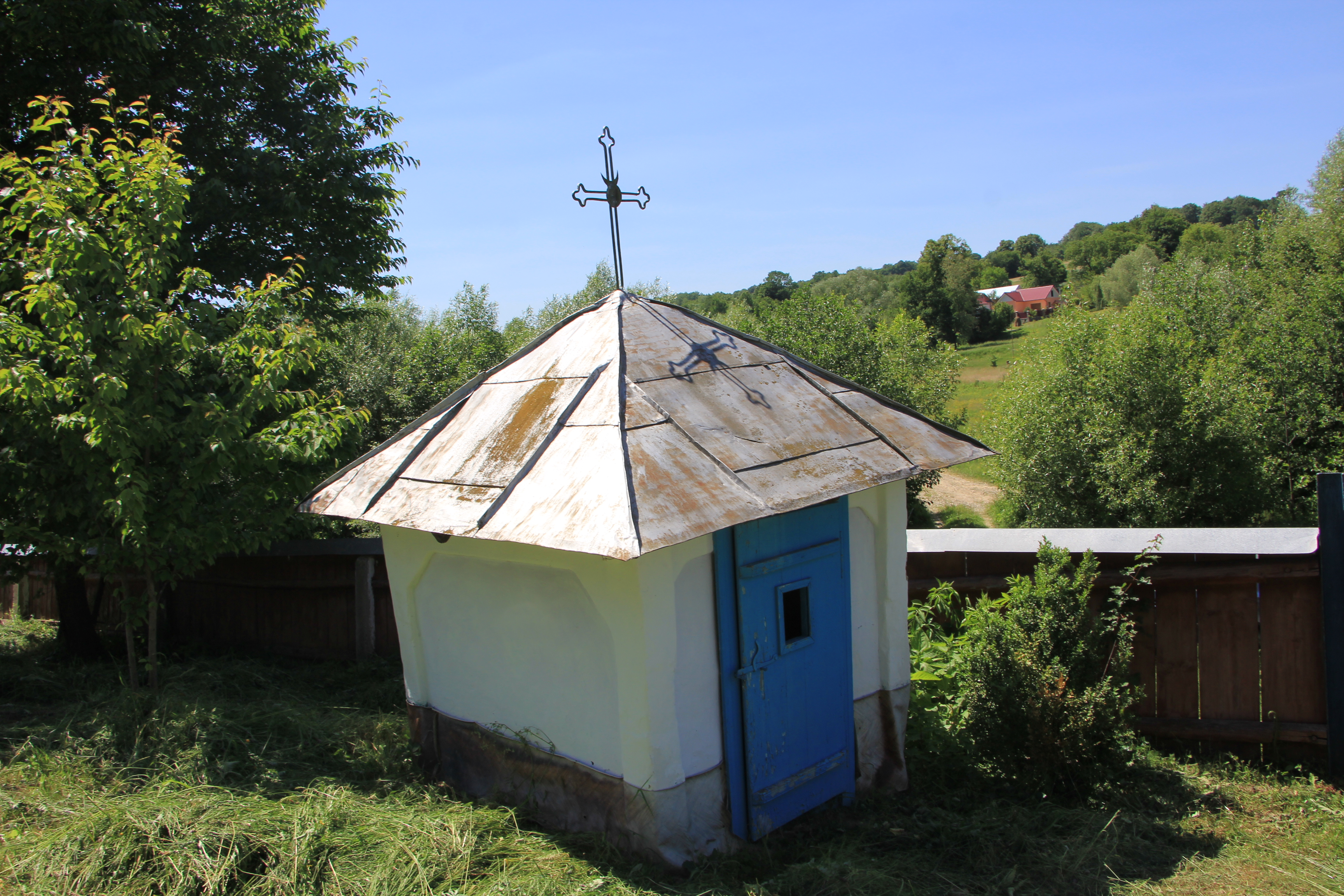
Каплиця. с. Бережниця